# نمسیس ۴: فرشته مرگ
نمسیس ۴: فرشته مرگ (به انگلیسی: Nemesis 4: Death Angel) یک فیلم سینمایی آمریکایی در ژانر علمی تخیلی با بودجه کم محصول سال ۱۹۹۷ میلادی به کارگردانی آلبرت پایون است. که او همچنین قسمتهای قبلی این مجموعه فیلم را کارگردانی کرده‌است. این فیلم دنباله نمسیس ۳ است.